# Eucinetomorphus minusculus
Eucinetomorphus minusculus is een keversoort uit de familie zwamspartelkevers (Melandryidae). De wetenschappelijke naam van de soort werd in 1946 gepubliceerd door Maurice Pic.